# Kulumba
Kulumba ist ein osttimoresischer Ort im Suco Bobonaro (Verwaltungsamt Bobonaro, Gemeinde Bobonaro). Das Dorf liegt im Nordwesten der Aldeia Tuluata, auf einem Bergrücken, mit einer Meereshöhe von 586 m. Nordwestlich schließt sich das Dorf Holital an. Südwestlich liegt die kleine Siedlung Bok. Südlich fällt ein Tal steil herab.